# 长白山羊茅
长白山羊茅（学名：Festuca subalpina）为禾本科羊茅属下的一个种。

## 扩展阅读
- 維基物種上的相關：长白山羊茅